# النساء اليهوديات في بدايات العصر الحديث
كانت النساء اليهوديات في بدايات العصر الحديث جزءًا مهمًا من المجتمعات اليهودية جميعها، إذ شكلن نصف المجتمع. كان للعيش في أماكن مثل إيطاليا والكومنولث البولندي الليتواني والإمبراطورية العثمانية آثارٌ على الدور الذي لعبته النساء اليهوديات في مجتمعهن. عُثر على عادات وأنظمة مختلفة في مجتمعات شتى حول العالم.

## النساء اليهوديات في إيطاليا[1]

### الحياة العامة

#### المهن
أصبحت بعض النساء اليهوديات الإيطاليات كاتبات مشهورات. كانت سارة كوبيا سولام (1592 – 1641) إحدى المؤلفات البارزات. اتُهمت بالسرقة الأدبية من قِبل رجالٍ أرادوا تقويض إنجازاتها الكتابية. اضطلعت النساء اليهوديات أيضًا بالذبح الشعائري. يمكن تعريف الذبح الشعائري بأنه قتل الحيوانات من أجل لحمها، وعادة ما يكون ذلك ضمن طقوس دينية. رغم إمكانية ممارسة النساء لطقوس الذبح، إلا أن ذبح الحيوانات من قِبلهن كان في إطار حالات معينة. يُسمح بذلك للنساء المؤهلات فقط، وعادة في حال احتجن توفير الطعام لأسرهن. انخرطت نساء المجتمع الإيطالي في مجال الأعمال أيضًا. عملن وكلاء ماليين لأزواجهن، ومرابيات، وصانعات للأزرار والحرير، ومطورات لمستحضرات التجميل، وما إلى ذلك. نفذن أعمالهن على مستوى خاص وعام. اعترض رجال المجتمع على انخراط المرأة في مجال الأعمال، لاعتقادهم أن المرأة لا مكان لها في دنيا الأعمال التجارية.

#### العبادة
لم يُسمح للنساء اليهوديات بالتعبد مع الجماعة في إيطاليا اليهودية. ومع ذلك، كان لديهن قسم منفصل في الكنيس حيث تمكنّ من العبادة وممارسة شعائرهن الدينية. صلت النساء اللاتي أمكنهن قراءة العبرية يوميًا. وردت لاحقًا ترجمات من العبرية إلى لغة أكثر شيوعًا للاتي لا يعرفن العبرية – استفاد الرجال أيضًا من هذه الترجمات، إذ لم يكن بإمكان جميعهم قراءة العبرية. لعبت النساء دورًا كبيرًا أثناء العبادة من خلال التشويش عليها. كن يصرخن باللعنات على نظرائهن الذكور ويستعرضن تظلماتهن. نظرًا لعدم إمكانية النساء اليهوديات الإيطاليات على الحصول على التوراة أثناء العبادة، فقد صنعن المابوت، وهو رقعة قماشية تتضمن أسفارًا من التوراة. شاركت بعض النساء في الصيام اليومي والصلاة وحتى أن بعضهن امتنعن عن الملذات بأشكالها.

### الحياة الخاصة

#### التعليم
كانت بعض الفتيات اليهوديات محظوظات بما يكفي لتلقي تعليم يهودي كامل في إيطاليا. ومع ذلك، كان الكثيرون في المجتمع يخشون الفتيات المتعلمات، لكنهم أدركوا أن النساء الأميات لن يصبحن ربات منزل جيدات أو أمهات صالحات. نتيجة لذلك، عُلّمت الفتيات كيفية الكتابة باللغة الإيطالية وتعلم بعضهن العبرية أيضًا. تلَقين هذا التعليم بمعظمه في المنزل، لكن بعض الفتيات التحقن بالمدرسة. علّمت النساء اللغة العبرية في بعض الأحيان – أُطلق عليهن اسم ربة أو ربانية. انخرطت تلك المعلمات أيضًا في المداواة والقبالة والممارسات المنزلية الأخرى، وليس تعليم العبرية فقط.

#### الزواج
ما إن تصل المرأة الشابة إلى سن البلوغ تقريبًا، حتى يتقدم الشباب لخطبتها. كان السن المعتاد لزواج النساء اليهوديات الإيطاليات بين الرابعة عشرة والثامنة عشرة، في حين كان العمر النموذجي لزواج الذكور من الرابعة والعشرين وحتى الثامنة والعشرين عامًا. عادة ما يجري الزواج بعد فترة خطوبة تسمى الشدوخين، يمكن أن تستمر نحو عام أو أكثر. تُحدد إجراءات الخطوبة من قِبل الوالدين؛ غالبًا ما طابق الآباء بين الشباب والشابات. اعتُبرت هذه الارتباطات عقودًا قانونية ملزمة. كانت الاعتبارات المالية مهمة للغاية في تحديد عمليات الزواج، إذ تُقدم النساء مهرًا للزواج، وكان العرسان يقدمون مبالغ مالية إذا ما انتهى الزواج بالطلاق، أو سُجن الزوج أو توفي. على هذا النحو، حُددت المبالغ في عقود الارتباط.
بعد الزواج، تترك الشابة عائلتها للانضمام إلى عائلة زوجها. ثم تصبح ربة منزل ويتوقع منها إنجاب أطفال. لم تتمكن النساء اليهوديات في إيطاليا من الشروع في الطلاق، لذلك من أجل الانفصال عن زوجها، تعين على المرأة إشراك حاخامها، أو انتهاك قوانين الزواج، أو محاولة اعتناقها أو زوجها للمسيحية، إذ يصبح الزواج بعد ذلك باطل.